# Eucithara pagoda
Eucithara pagoda is een slakkensoort uit de familie van de Mangeliidae. De wetenschappelijke naam van de soort is voor het eerst geldig gepubliceerd in 1911 door May.